# Военная демаркационная линия (Корея)

Военная демаркационная линия в корейской демилитаризованной зоне. Корейский полуостров сначала был разделён по 38-й параллели, а затем по демаркационной линии.

Военная демаркационная линия (кор. 군사분계선?, 軍事分界線?; Gunsabungyeseon), иногда называемая линией перемирия (кор. 휴전선?, 休戰線?; Hyujeonseon), представляет собой сухопутную границу или демаркационную линию между Северной Кореей и Южной Кореей. 
По обе стороны от линии находится Корейская демилитаризованная зона (ДМЗ). Военная демаркационная линия и демилитаризованная зона были установлены в результате перемирия.
В Жёлтом море две Кореи разделены де-факто морской «военной демаркационной линией» и морской границей, называемой Северной пограничной линией (NLL), проведённой Командованием Организации Объединённых Наций в 1953 г. Северная разграничительная линия не описывается Соглашением о перемирии в Корее. Местным жителям и иностранцам будет разрешено пересекать линию в Объединённой зоне безопасности, как только эта зона будет очищена.

## Предыстория
После капитуляции Японии в августе 1945 года по 38-й параллели северной широты, приблизительно делящей корейский полуостров посередине, была проведена как граница между советской и американской оккупационными зонами. В 1948 году эта параллель стала границей между Корейской Народно-Демократической Республикой (Северной Кореей) и Республикой Корея (Южной Кореей), которые претендуют на то, чтобы быть правительством всей Кореи. 25 июня 1950 года, после серии трансграничных рейдов и перестрелок с северной и южной сторон, северокорейская армия пересекла параллель и вторглась в Южную Корею. Это вызвало резолюцию Организации Объединённых Наций против агрессии и Корейской войны, в которой войска ООН (в основном американцы) помогали защищать Южную Корею.
После подписания соглашения о перемирии 27 июля 1953 года была установлена новая линия, разделяющая Северную Корею и Южную Корею, пересекающая 38-ю параллель с юго-запада на северо-восток, но не совпадающая с ней.

## Демаркация по земле
Демаркационная линия на земле занимает примерно 248 километров. Американские и южнокорейские солдаты патрулируют эту линию вдоль южнокорейской стороны, а северокорейские солдаты патрулируют вдоль северокорейской стороны.
На корейском языке эта линия называется Хюджонсон (휴전선), что означает «линия перемирия». Иногда её также называют Кунса Пунге-сон (군사 분계선), что буквально означает «военная демаркационная линия». Однако в разговорной речи разделительную линию чаще называют Сампхальсон (삼팔선, «38-я параллель»), название, вероятно, придуманное в конце Второй мировой войны, когда это было бы точное описание границы между Севером и Югом.
Сама линия обозначена серией из 1292 идентичных знаков, которые через определённые промежутки размещены на полуострове. Знаки на северной стороне знаков написаны на корейском и китайском языках, а на южной стороне — на корейском и английском языках. Знаки стареют и ржавеют.

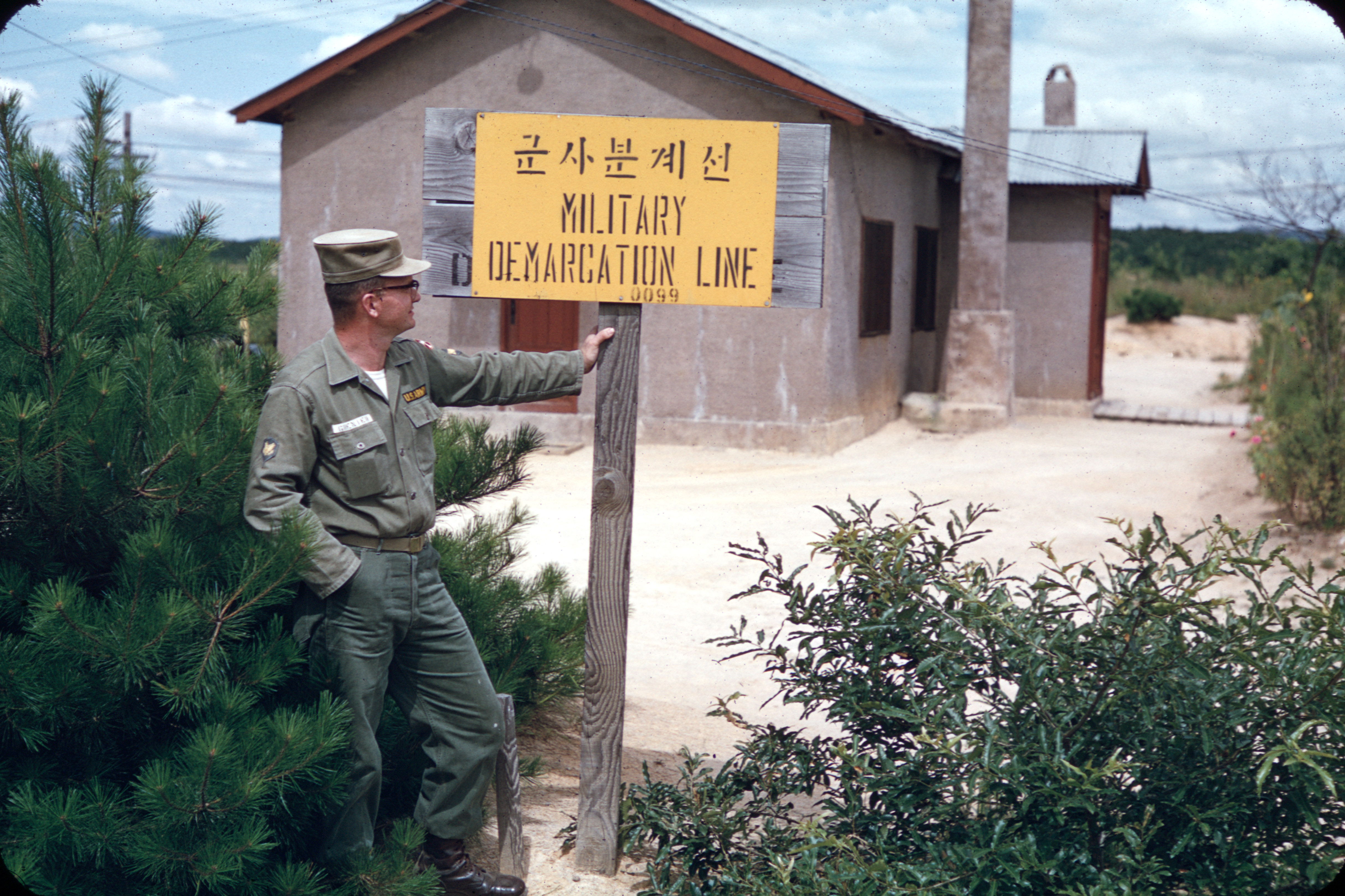
Знак военной демаркационной линии в объединённой зоне безопасности, 1956 год.
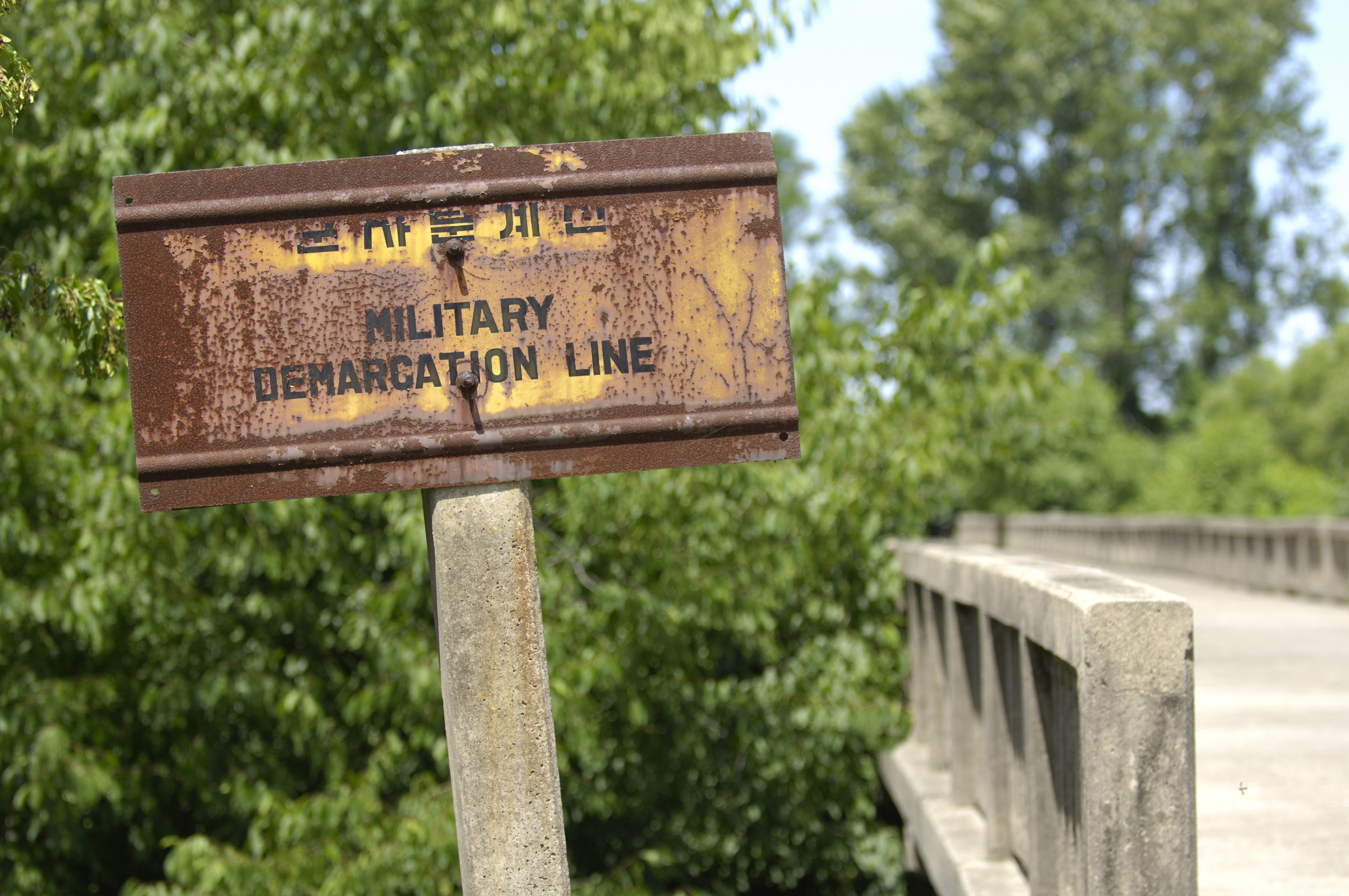
Знак военной демаркационной линии моста.
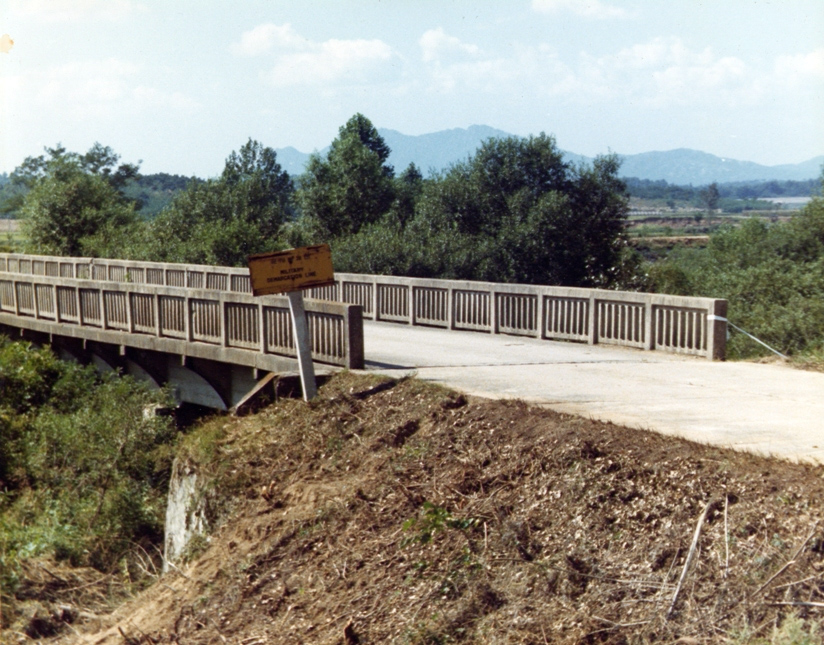
Знак военной демаркационной линии в контексте моста.
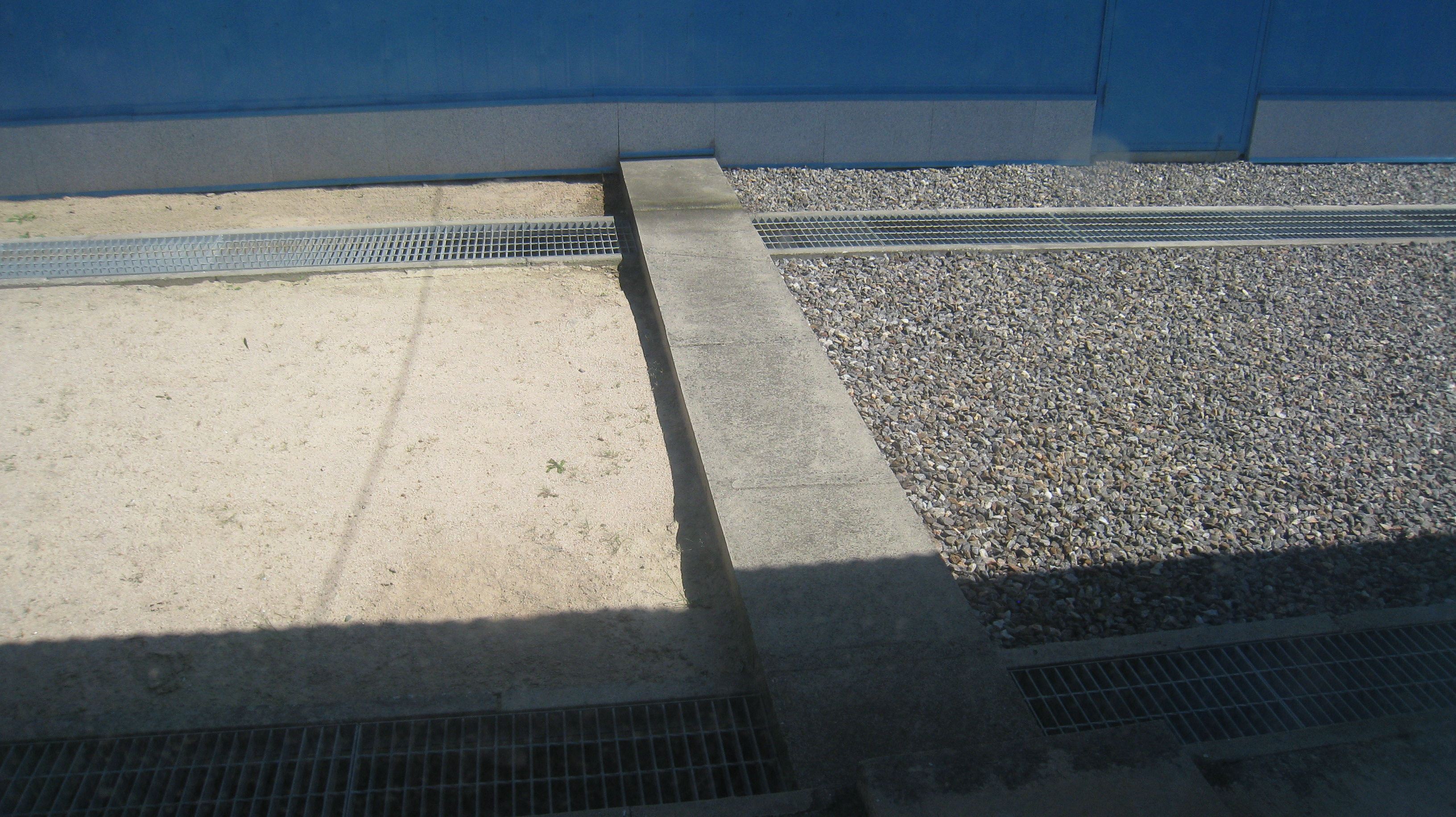
Часто считается военной демаркационной линией между севером (слева) и югом (справа), обозначенной бетонной плитой между конференц-зданиями на объединённой зоне безопасности, на самом деле это северная сторона демаркационной зоны.

### Инциденты
После подписания договора о прекращении боевых действий, вдоль линии неоднократно происходили инциденты.
Так, 18 мая 1965 года южнокорейский самолёт-разведчик L-19 совершил вторжение в воздушное пространство КНДР и был сбит зенитным огнём подразделения ПВО Корейской Народной армии. 24 мая 1965 года на переговорах, проходивших в павильоне в зоне безопасности (на военной демаркационной линии) представитель военного командования США признал инцидент и подписал акт о нарушении воздушного пространства КНДР этим самолётом.

## Северная разграничительная линия

Спорная морская граница между Северной и Южной Кореей в Жёлтом море:
A: Северная ограничительная линия, созданная Командованием ООН, 1953 г.
B: Объявленная Северной Кореей «межкорейская военная демаркационная линия», 1999 г.
Расположение конкретных островов отражается в конфигурации каждой морской границы, включая
1. Остров Ёнпхёндо
2. Остров Пэннёндо
3. Тэчхондо

Хотя в Соглашении о перемирии в Корее указывается, где на суше проходят демаркационная линия и демилитаризованная зона, в соглашении не упоминаются линии или зоны в прилегающих водах океана. Вскоре после подписания перемирия линия на море была проведена в одностороннем порядке Командованием Организации Объединённых Наций. Эта северная ограничительная линия или Северная ограничительная линия представляла собой северную границу района, в котором Южная Корея разрешает плавание своим судам, а не демаркационную линию, о которой договорились две Кореи. Положения Корейского соглашения о перемирии, касающиеся военной демаркационной линии и демаркационной зоны, не простираются до Жёлтого или Японского морей.
В 1999 году Северная Корея в одностороннем порядке провозгласила свою собственную «северокорейскую военную демаркационную линию в Жёлтом море», также называемую «межкорейской военной демаркационной линией в Жёлтом море».
Тем не менее, командная линия Организации Объединённых Наций функционирует как де-факто или «практическое» продолжение Военно-демаркационной линии 1953 года, несмотря на периодические вторжения и столкновения.